# بییامیل د لا سیرا
بییامیل د لا سیرا (به اسپانیایی: Villamiel de la Sierra) یک شهرستان در اسپانیا است که در استان بورگس واقع شده‌است.

## خصوصیات
بییامیل د لا سیرا ۱۷ کیلومترمربع مساحت و ۳۸ نفر جمعیت دارد.